# Colladonus albocinctus
Colladonus albocinctus är en insektsart som beskrevs av Delong 1946. Colladonus albocinctus ingår i släktet Colladonus och familjen dvärgstritar. Inga underarter finns listade i Catalogue of Life.